# Лукиан Антиохийский
Лукиа́н Антиохи́йский (греч. Λουκιανὸς τῆς Ἀντιοχείας; ум. в 312 году) — пресвитер, богослов, один из первых редакторов Библии. Почитается как святой в лике преподобномучеников, память в Православной церкви совершается 15 октября (по юлианскому календарю), в Католической церкви — 7 января, 15 октября, 28 октября.

## Биография
Лукиан родился в сирийском городе Самосате. В 12-летнем возрасте он остался сиротой. Лукиан раздал имущество нищим, а сам пошёл в город Эдессу в школу к исповеднику Макарию, под руководством которого изучал Священное Писание и учился подвижнической жизни. Согласно сообщению Александра Александрийского, в Антиохии Лукиан учился у ересиарха Павла Самосатского. Лукиан Антиохийский считается одним из основоположников Антиохийской богословской школы, в которой учились многие будущие деятели арианства, включая самого Ария.
Главной заслугой Лукиана стала работа по выверке и редактированию греческих библейских текстов, в частности он тщательно сверил Септуагинту с еврейским оригиналом, восстановив испорченные переписчиками фрагменты. Вариант ветхозаветного текста Лукиана получил название «Лукианова рецензия».
По сообщению Евсевия Кесарийского, в Великое гонение при императоре Максимине святой Лукиан был схвачен по доносу. Советники императора сказали ему, что, увидев лицо святого, он и сам рискует стать христианином. Услышав эти предостережения, император побоялся говорить с Лукианом с глазу на глаз и во время их беседы находился за ширмой. В ходе разговора император понял, что святой ни при каких обстоятельствах не отречётся с Христа. Лукиан был отправлен в никомидийскую темницу, где в течение 9 лет укреплял бывших с ним христиан в исповедничестве, убеждая их не бояться мучений и смерти. От продолжительных пыток и голода святой Лукиан скончался в заключении.

Евсевий Кесарийский следующим образом отзывается о Лукиане в «Церковной истории»: 
Из мучеников Антиохии мы почитаем тамошнего пресвитера Лукиана, человека превосходного по всей жизни своей, который в присутствии императора проповедовал о Небесном Христовом Царстве сначала словесно, в апологии, а затем своими поступками... Пресвитер Антиохийской Церкви Лукиан, человек прекрасной строгой жизни, погруженный в священную науку, был приведен в Никомидию, где тогда находился царь. Он выступил перед магистратом с апологией учения, за которое был схвачен; его увели в тюрьму и убили.

Согласно житию, перед смертью, желая причаститься на праздник Богоявления, прикованный цепями к ложу мученик-пресвитер совершил на своей груди литургию, и все христиане, находившиеся в темнице, причастились. Тело святого Лукиана было брошено в море, но, согласно житию, написанному Симеоном Метафрастом, через несколько дней дельфин вынес его на берег, и верующие похоронили его.
Иероним Стридонский  пишет о том, что Лукиан был человеком огромного таланта, прилежно изучал Священное Писание, написал книгу «О вере» и был похоронен в Вифинии, в городе Геленополисе. Константин Великий построил в честь Лукиана церковь в Геленополисе

## «Символ Лукиана»
Лукиан был включён в каталоге общецерковных святых уже в IV веке и на всем протяжении IV века считался специальным мучеником и авторитетом всех противников Никейского Символа веры. Партия учеников и почитателей Лукиана, связанная школьными воспоминаниями и единством богословских тенденций, которая образовалась ещё до 325 года, до Никейского собора, ещё больше сплотилась после Собора.
Во главе этой партии стоял Евсевий Никомедийский, в неё вошли непосредственные ученики Лукиана — сам Евсевий, и его товарищи Феогнис, Марий Халкидонский, Леонтий Антиохийский, Патрофил Скифопольский; и  представители второго поколения «лукианистов» — Георгий Александрийский, Урзакий и Валент, ученики Ария и несколько других епископов. Все это были люди, выдававшиеся богословским образованием, славившиеся диалектикой и в церковных кругах Востока пользовавшиеся влиянием. На Антиохийском соборе в 341 году лукианисты приняли четыре вероучительные формулы. Первая, третья и четвёртая были быстро забыты, но вторая формула, которую Антиохийский собор издал под названием «Символ Лукиана» долго сохраняла своё влияние в реакционных кружках. «Символ Лукиана» был повторён в Анкире, Селевкий, на соборах при императоре Юлиане, затем в Лампсаке и Карии, и иногда, как бы в противоположность вере 318-ти отцов, назывался верой 97-ми отцов.